# Musée du Vin

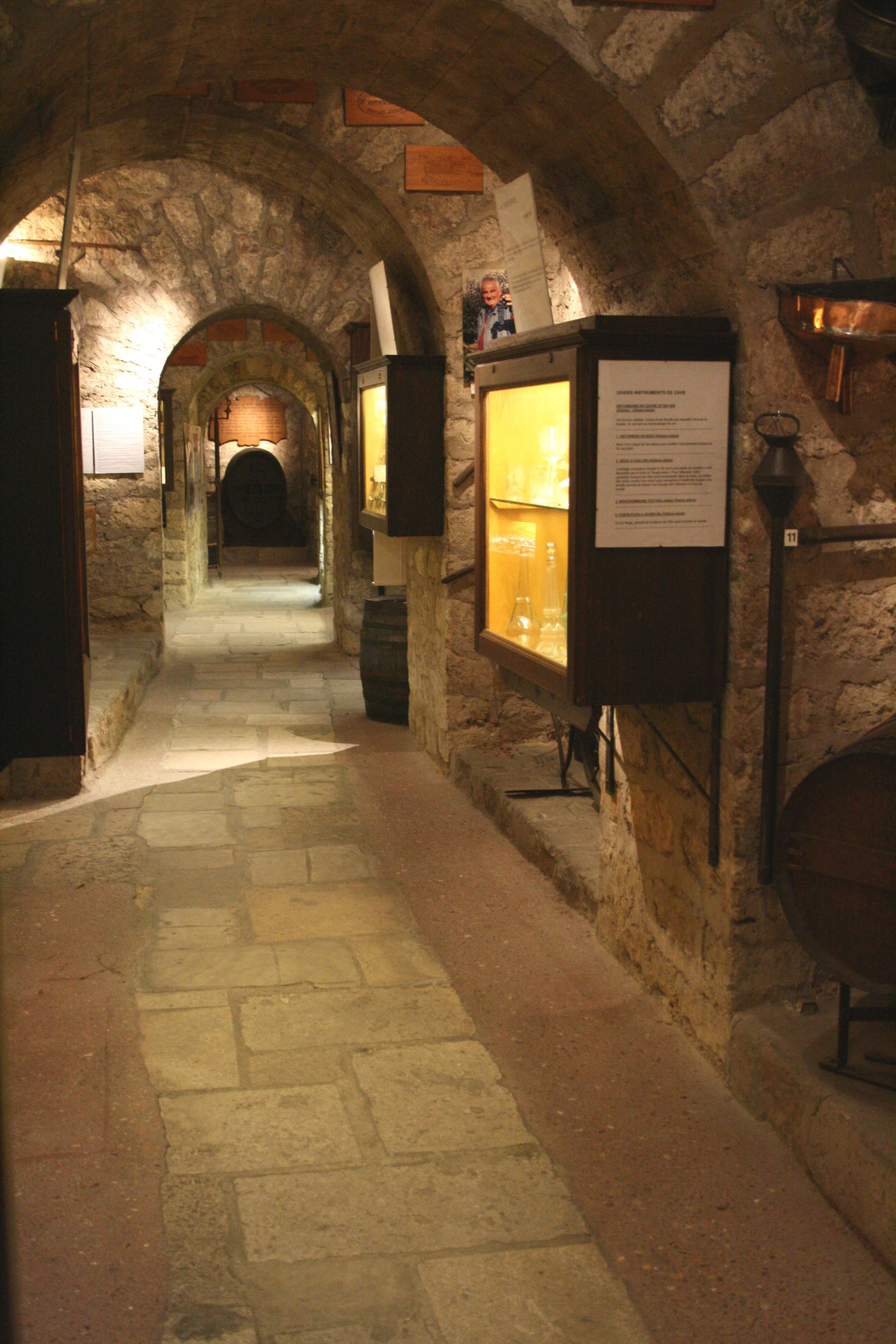
Tầng hầm của bảo tàng

Musée du Vin (Bảo tàng rượu vang) là một bảo tàng tư nhân về rượu vang nằm gần quảng trường Charles Dickens, Quận 16 thành phố Paris. Mở cửa từ năm 1984, Musée du Vin trưng bày khoảng 2 ngàn hiện vật về nghề sản xuất rượu vang từ thế kỷ 1 trước Công nguyên cho tới thế kỷ 19. Nhiều bức tượng sáp, trong đó có cả những nhân vật nổi tiếng như Napoléon Bonaparte, Louis Pasteur hay Honoré de Balzac, cũng được sắp đặt cùng với các hiện vật. Năm 2007, Musée du Vin đã đón 40 ngàn lượt khách thăm.